# Kevin Fend
Kevin Fend (* 8. April 1990 in Hohenems) ist ein österreichischer Fußballtorwart.

## Karriere
Fend begann seine Karriere beim SCR Altach. Zwischen 2004 und 2009 spielte er in der AKA Vorarlberg. 2009 kehrte er zu Altach zurück. Im Juli 2009 stand er gegen den TSV Hartberg erstmals im Kader der Profis der Altach. Im August 2009 debütierte er gegen den FC Kufstein für die Amateure der Altacher in der Regionalliga. In seinen drei Jahren bei Altach kam er zu keinen Einsätzen für die Profis; für die Amateure absolvierte er 53 Regionalligaspiele.
Zur Saison 2012/13 wechselte er zum Ligakonkurrenten SV Grödig. Im Juli 2012 absolvierte er sein erstes Spiel für Grödig in der zweiten Liga, als er am ersten Spieltag jener Saison gegen den FC Lustenau 07 in der Startelf stand. Mit Grödig stieg er zu Saisonende in die Bundesliga auf. In der Aufstiegssaison verpasste Fend keine einzige Spielminute. Zudem erhielt er in jener Saison die Auszeichnung Young Star des Jahres.
Nach dem Aufstieg debütierte er im Juli 2013 in der höchsten Spielklasse, als er am ersten Spieltag der Saison 2013/14 gegen die SV Ried von Beginn an zum Einsatz kam. Nach Saisonende verließ Fend Grödig, nachdem sein Vertrag nicht verlängert worden war. Daraufhin wechselte er im August 2014 nach Deutschland zum Regionalligisten SV Elversberg, bei dem er einen Einjahresvertrag erhielt. Bei Elversberg kam er allerdings ausschließlich für die Zweitmannschaft in der fünftklassigen Oberliga zum Einsatz.
Zur Saison 2015/16 wechselte er zum 1. FC Sonthofen. In seinen eineinhalb Jahren bei Sonthofen absolvierte Fend 56 Spiele in der fünftklassigen Bayernliga, in denen er in 19 Spielen ohne Gegentreffer blieb. Im Jänner 2017 kehrte er nach Österreich zurück und wechselte zum viertklassigen Dornbirner SV.